# Xfce
Xfce是桌面環境，用於Unix與Unix-like作業系統，如Linux與FreeBSD。Xfce建基在GTK+之上，它同時為程式設計者提供開發框架。Xfce使用Xfwm作為預設的視窗管理器，亦可搭配Openbox等其他視窗管理器協同運作。Xfce由許多彼此獨立的組件所構成，除了本身，還有第三方的程式使用Xfce的程序庫，如文字編輯器Mousepad、多媒體播放程式Parole與終端模擬器。

## 简介
Xfce原創者Olivier Fourdan的設計目的是「設計為可作為實際應用，快速載入及執行程式，並減少耗用系統資源」。"Xfce"的名字最初是代表"XForms Common Environment"，但自從那時起，Xfce已被重寫了兩次而且不再使用XForms工具包。名字雖然仍被保留為Xfce，但現在已不會將其大寫作"XFce"。而開發者現在的任務是要使Xfce不再代表任何東西。
Xfce現在最新版本為4.18，是在2022年12月15日發行的。
以Xfce作為預設桌面的發行版：
- Archie（Arch Linux的一個版本）
- CDlinux
- Devuan[4]
- Emmabuntüs
- EndeavourOS
- GalliumOS
- Kali Linux
- Linux Lite
- Manjaro Linux
- MX Linux
- OpenSUSE ARM64版本
- Qubes OS
- Slax（Popcorn版本）
- Xfld（Xfce live demo）
- Xubuntu
- Zenwalk

## 脚注
1. ↑  . Xfce. 2020-12-22  [2020-12-22]. （原始内容存档于2020-12-23）.
2. ↑  Alexander Schwinn. . 2020-12-01  [2020-12-01]. （原始内容存档于2022-12-05）.
3. ↑  . xfce.org.   [2022-12-15]. （原始内容存档于2022-12-15）.
4. ↑  . Devuan.org.   [2022-07-17]. （原始内容存档于2022-05-03）.

## 外部連結
- Xfce 官方網站 （页面存档备份，存于）
- Xfce主题和艺术设计 （页面存档备份，存于）